# Дюпон, Мадлен
Мадле́н Ка́нструп Дюпо́н (дат. Madeleine Kanstrup Dupont, род. 26 мая 1987, Глоструп, Копенгаген) — датская кёрлингистка.
В составе сборной Дании участница зимних Олимпийских игр 2010, 2018, 2022 (команда Дании заняла соответственно пятое, десятое и девятое места); серебряный (2007) и бронзовый (2009) призёр чемпионатов мира среди женщин, чемпион (2022), серебряный и бронзовый призёр чемпионатов Европы. Многократная чемпионка Дании среди женщин. В составе смешанной сборной Дании участник чемпионата Европы 2014 (заняли пятое место). Пятикратная чемпионка Дании среди смешанных команд. В составе юниорской женской сборной Дании участник пяти чемпионатов мира (лучший результат — бронзовые медали в 2007), серебряный призёр Зимнего европейского юношеского Олимпийского фестиваля 2005. Семикратная чемпионка Дании среди юниоров.
В «классическом» кёрлинге (команда из четырёх человек одного пола) играет в основном на позиции четвёртого. Скип команды.
В 2022 году была выбрана в качестве знаменосца сборной Дании на церемонии открытия Олимпийских игр 2022 года в Пекине.

## Достижения
- Чемпионат мира по кёрлингу среди женщин: серебро (2007); бронза (2009).
- Чемпионат Европы по кёрлингу: золото (2022), серебро (2002); бронза (2008, 2009).
- Чемпионат Дании по кёрлингу среди женщин: золото (2005, 2006, 2007, 2008, 2009, 2014, 2017, 2018, 2019, 2022, 2023, 2024).
- Чемпионат Дании по кёрлингу среди смешанных команд: золото (2004, 2007, 2013, 2015, 2019).
- Чемпионат мира по кёрлингу среди юниоров: бронза (2007).
- Зимний европейский юношеский Олимпийский фестиваль: серебро (2005).
- Чемпионат Дании по кёрлингу среди юниоров: золото (2000, 2001, 2002, 2004, 2005, 2007, 2008).

- Почётный приз Всемирной федерации кёрлинга Frances Brodie Award: 2004.

## Команды
| Сезон                                          | Четвёртый         | Третий          | Второй               | Первый               | Запасной                                    | Тренер                                             | Турниры                                                               |
| ---------------------------------------------- | ----------------- | --------------- | -------------------- | -------------------- | ------------------------------------------- | -------------------------------------------------- | --------------------------------------------------------------------- |
| 1999—00                                        | Мадлен Дюпон      | Дениз Дюпон     | Хелле Симонсен       | Мария Поульсен       | Sandra Gufler                               |                                                    | ЧДЮ 2000                                                              |
| 2000—01                                        | Мадлен Дюпон      | Дениз Дюпон     | Хелле Симонсен       | Мария Поульсен       | Sandra Gufler                               |                                                    | ЧДЮ 2001                                                              |
| 2000—01                                        | Дениз Дюпон       | Хелле Симонсен  | Мадлен Дюпон         | Мария Поульсен       | Sandra Gufler                               | Ким Дюпон                                          | ЧМЮ 2001 (9 место)                                                    |
| 2001—02                                        | Мадлен Дюпон      | Дениз Дюпон     | Лене Нильсен         | Хелле Симонсен       | Мария Поульсен                              |                                                    | ЧДЮ 2002                                                              |
| 2001—02                                        | Дениз Дюпон       | Мадлен Дюпон    | Хелле Симонсен       | Мария Поульсен       | Camilla Hansen                              |                                                    | ЧМЮ-Б 2002                                                            |
| 2002—03                                        | Дорте Хольм       | Малене Краусе   | Дениз Дюпон          | Лиллиан Фрёлинг      | Мадлен Дюпон                                | Микаэль Квист                                      | ЧЕ 2002                                                               |
| 2003—04                                        | Мадлен Дюпон      | Дениз Дюпон     | Лене Нильсен         | Хелле Симонсен       | Мария Поульсен                              |                                                    | ЧДЮ 2004                                                              |
| 2003—04                                        | Мадлен Дюпон      | Дениз Дюпон     | Хелле Симонсен       | Мария Поульсен       | Лене Нильсен                                | Ким Дюпон                                          | ЧМЮ-Б 2004 · ЧМЮ 2004 (6 место) · ЧМ 2004 (8 место)                   |
| 2004—05                                        | Мадлен Дюпон      | Дениз Дюпон     | Хелле Симонсен       | Мария Поульсен       | Лене Нильсен                                | Ким Дюпон                                          | ЧЕ 2004 (8 место)                                                     |
| 2004—05                                        | Мадлен Дюпон      | Лене Нильсен    | Янне Эллегорд        | Nete Larsen          |                                             | Яне Бидструп                                       | ЗЕЮОФ 2005                                                            |
| 2004—05                                        | Мадлен Дюпон      | Дениз Дюпон     | Лене Нильсен         | Хелле Симонсен       | Мария Поульсен                              |                                                    | ЧДЮ 2005 · ЧДЖ 2005                                                   |
| 2004—05                                        | Мадлен Дюпон      | Дениз Дюпон     | Лене Нильсен         | Мария Поульсен       | Хелле Симонсен                              | Ким Дюпон                                          | ЧМЮ 2005 (4 место) ЧМ 2005 (9 место)                                  |
| 2005—06                                        | Мадлен Дюпон      | Камилла Йенсен  | Дениз Дюпон          | Ангелина Йенсен      | Шарлотта Хедегор                            | Эдриан Мейкл (ЧМ)                                  | ЧДЖ 2006 · ЧМ 2006 (6 место)                                          |
| 2006—07                                        | Мадлен Дюпон      | Янне Эллегорд   | Mona Sylvest Nielsen | Ивана Братич         | Lisa Sylvest Nielsen                        | Рене Зонненберг (ЧМЮ)                              | ЧДЮ 2007 · ЧМЮ 2007                                                   |
| 2006—07                                        | Мадлен Дюпон      | Камилла Йенсен  | Дениз Дюпон          | Ангелина Йенсен      | Шарлотта Хедегор (ЧЕ), Ане Хансен (ЧМ, ЧДЖ) | Kjell-Arne Olsson                                  | ЧЕ 2006 (7 место) · ЧДЖ 2007 · ЧМ 2007                                |
| 2007—08                                        | Мадлен Дюпон      | Янне Эллегорд   | Mona Sylvest Nielsen | Lisa Sylvest Nielsen | Ивана Братич                                | Камилла Йенсен (ЧМЮ)                               | ЧДЮ 2008 · ЧМЮ 2008 (5 место)                                         |
| 2007—08                                        | Мадлен Дюпон      | Камилла Йенсен  | Дениз Дюпон          | Ангелина Йенсен      | Ане Хансен                                  | Kjell-Arne Olsson                                  | ЧДЖ 2008 · ЧМ 2008 (5 место)                                          |
| 2008—09                                        | Мадлен Дюпон      | Дениз Дюпон     | Ангелина Йенсен      | Камилла Йенсен       | Ане Хансен                                  | Kjell-Arne Olsson                                  | ЧЕ 2008                                                               |
| 2008—09                                        | Мадлен Дюпон      | Камилла Йенсен  | Дениз Дюпон          | Ангелина Йенсен      | Ане Хансен                                  | Kjell-Arne Olsson                                  | ЧДЖ 2009 · ЧМ 2009                                                    |
| 2009—10                                        | Мадлен Дюпон      | Дениз Дюпон     | Ангелина Йенсен      | Камилла Йенсен       | Ане Хансен                                  | Kjell-Arne Olsson (ЧЕ, ЗОИ), Рене Зонненберг (ЗОИ) | ЧЕ 2009 · ЗОИ 2010 (5 место)                                          |
| 2009—10                                        | Мадлен Дюпон      | Камилла Йенсен  | Дениз Дюпон          | Ангелина Йенсен      | Ивана Братич                                | Рене Зонненберг                                    | ЧМ 2010 (6 место)                                                     |
| 2011—12                                        | Мадлен Дюпон      | Дениз Дюпон     | Кристин Свенсен      | Лина Кнудсен         |                                             |                                                    |                                                                       |
| 2012—13                                        | Мадлен Дюпон      | Дениз Дюпон     | Кристин Свенсен      | Лина Кнудсен         |                                             |                                                    | ЧДЖ 2013                                                              |
| 2013—14                                        | Мадлен Дюпон      | Дениз Дюпон     | Кристин Свенсен      | Лина Кнудсен         | Изабелла Клемменсен (ЧМ)                    | Millard Evans                                      | ЧДЖ 2014 · ЧМ 2014 (10 место)                                         |
| 2015—16                                        | Мадлен Дюпон      | Кристин Свенсен | Дениз Дюпон          | Лина Кнудсен         |                                             |                                                    | ЧДЖ 2016                                                              |
| 2015—16                                        | Лене Нильсен      | Хелле Симонсен  | Стефани Рисдаль      | Шарлотта Клемменсен  | Мадлен Дюпон                                | Ульрик Шмидт                                       | ЧМ 2016 (8 место)                                                     |
| 2016—17                                        | Лене Нильсен      | Мадлен Дюпон    | Стефани Рисдаль      | Шарлотта Клемменсен  | Дениз Дюпон                                 | Ульрик Шмидт                                       | ЧЕ 2016 (5 место) · ЧДЖ 2017 · ЧМ 2017 (12 место)                     |
| 2017—18                                        | Мадлен Дюпон      | Дениз Дюпон     | Юли Хёг              | Матильда Хальсе      | Лина Кнудсен                                | Ульрик Шмидт (ЧЕ, ЗОИ), Миккель Краусе (ЧЕ, ЗОИ)   | ЧЕ 2017 (8 место) · ЧДЖ 2018 · ЗОИ 2018 (10 место)                    |
| 2018—19                                        | Мадлен Дюпон      | Дениз Дюпон     | Юли Хёг              | Матильда Хальсе      | Лина Кнудсен                                | Ульрик Шмидт                                       | ЧЕ 2018 (7 место)                                                     |
| 2018—19                                        | Мадлен Дюпон      | Дениз Дюпон     | Юли Хёг              | Лина Кнудсен         | Габриэлла Квист (ЧМ)                        | Ульрик Шмидт (ЧМ)                                  | ЧДЖ 2019 · ЧМ 2019 (11 место)                                         |
| 2020—21                                        | Мадлен Дюпон      | Матильда Хальсе | Дениз Дюпон          | Лина Кнудсен         | Мю Ларсен                                   | Хизер Роджерс                                      | ЧМ 2021 (5 место)                                                     |
| 2021—22                                        | Мадлен Дюпон      | Матильда Хальсе | Дениз Дюпон          | Мю Ларсен            | Ясмин Ландер                                | Хизер Роджерс (ЧЕ, ЗОИ, ЧМ)                        | ЧЕ 2021 (8 место) · ЗОИ 2022 (9 место) · ЧДЖ 2022 · ЧМ 2022 (6 место) |
| 2022—23                                        | Мадлен Дюпон      | Матильда Хальсе | Дениз Дюпон          | Мю Ларсен            | Ясмин Ландер                                | Ульрик Шмидт (ЧЕ, ЧМ)                              | ЧЕ 2022 · ЧДЖ 2023 · ЧМ 2023 (11 место)                               |
| 2023—24                                        | Мадлен Дюпон      | Матильда Хальсе | Ясмин Ландер         | Мю Ларсен            | Дениз Дюпон                                 | Ульрик Шмидт                                       | ЧЕ 2023 (7 место)                                                     |
| 2023—24                                        | Мадлен Дюпон      | Матильда Хальсе | Дениз Дюпон          | Мю Ларсен            | Ясмин Ландер                                | Ульрик Шмидт (ЧМ)                                  | ЧДЖ 2024 · ЧМ 2024 (6 место)                                          |
| 2024—25                                        | Мадлен Дюпон      | Матильда Хальсе | Дениз Дюпон          | Мю Ларсен            | Ясмин Хольтерман                            | Ульрик Шмидт                                       | ЧЕ 2024 (5 место) ЧМ 2025 (7 место)                                   |
| Кёрлинг среди смешанных команд (mixed curling) |                   |                 |                      |                      |                                             |                                                    |                                                                       |
| 2003—04                                        | Мадлен Дюпон      | Миккель Краусе  | Дениз Дюпон          | Dennis Hansen        |                                             |                                                    | ЧДСК 2004                                                             |
| 2006—07                                        | Мадлен Дюпон      | Миккель Краусе  | Янне Эллегорд        | Оливер Дюпон         |                                             |                                                    | ЧДСК 2007                                                             |
| 2012—13                                        | Мадлен Дюпон      | Миккель Краусе  | Дениз Дюпон          | Dennis Hansen        |                                             |                                                    | ЧДСК 2013                                                             |
| 2014—15                                        | Мадлен Дюпон      | Миккель Краусе  | Дениз Дюпон          | Dennis Hansen        |                                             | Оливер Дюпон                                       | ЧЕСК 2014 (5 место)                                                   |
| 2014—15                                        | Мадлен Дюпон      | Миккель Краусе  | Дениз Дюпон          | Ульрик Дамм          |                                             |                                                    | ЧДСК 2015                                                             |
| 2018—19                                        | Йонни Фредериксен | Мадлен Дюпон    | Оливер Дюпон         | Дениз Дюпон          |                                             |                                                    | ЧДСК 2019                                                             |

(скипы выделены полужирным шрифтом)

## Частная жизнь
Из семьи кёрлингистов (один из самых известных кёрлинг-«кланов» в Дании). Отец, Ким Дюпон, выступал за юниорскую мужскую сборную Дании на чемпионате мира среди юниоров 1980 и 1981. Мать, Гитте Ларсен — бронзовый призёр чемпионата мира 1990. Со старшей сестрой Дениз Мадлен много лет играет в одной команде, на Олимпийских играх, чемпионатах мира и Европы, с младшим братом Оливером, серебряным призёром чемпионата мира среди мужчин 2016, в одной команде Мадлен выигрывала чемпионат Дании среди смешанных команд.
Начала заниматься кёрлингом в 1998 году в возрасте 11 лет.
В 2010 Мадлен снялась топлес для календаря, чтобы привлечь внимание к кёрлингу. Спортсменка так высказалась о своих снимках: «Если мои фотографии в трусиках привлекут больше людей к просмотру кёрлинга по телевизору, то это хорошая идея».